# Керен Фонтейн
Керен Фонтейн (англ. Karen Fonteyne, 29 січня 1969) — канадська синхронна плавчиня.
Призерка Олімпійських Ігор 1996 року.
Призерка Панамериканських ігор 1987, 1995 років.